# Twycross
Twycross – wieś w Anglii, w hrabstwie Leicestershire, w dystrykcie Hinckley and Bosworth. Leży 25 km na zachód od miasta Leicester i 158 km na północny zachód od Londynu.